# پاول لیسیتسیان
پاول (پوغوس) گراسیمی لیسیتسیان (ارمنی: Պավել (Պողոս) Գերասիմի Լիսիցյան؛ زادهٔ ۶ نوامبر ۱۹۱۱ – درگذشته ۶ ژوئیهٔ ۲۰۰۴) خواننده، خواننده اپرا و مربی موسیقی اهل ارمنستان بود.

## زندگی‌نامه
او همچنین خواننده اپرا باریتون شوروی بود که از سال ۱۹۴۰در اپرا بلوشی مسکو تا زمان بازنشستگی‌اش در ۱۹۶۶ به اجرای برنامه پرداخت. دارای مدال جایزه هنرمند مردمی اتحاد جماهیر شوروی بود. وی در گورستان ارامنه مسکو به خاک سپرده شده است.

## جوایز
وی برندهٔ جوایزی همچون مدال شجاعت (روسیه), نشان پرچم سرخ کار، مدال دفاع از قفقاز، جایزه هنرمند مردمی اتحاد جماهیر شوروی و هنرمند مردمی جمهوری شوروی فدراتیو سوسیالیستی روسیه شده است.

## نگارخانه

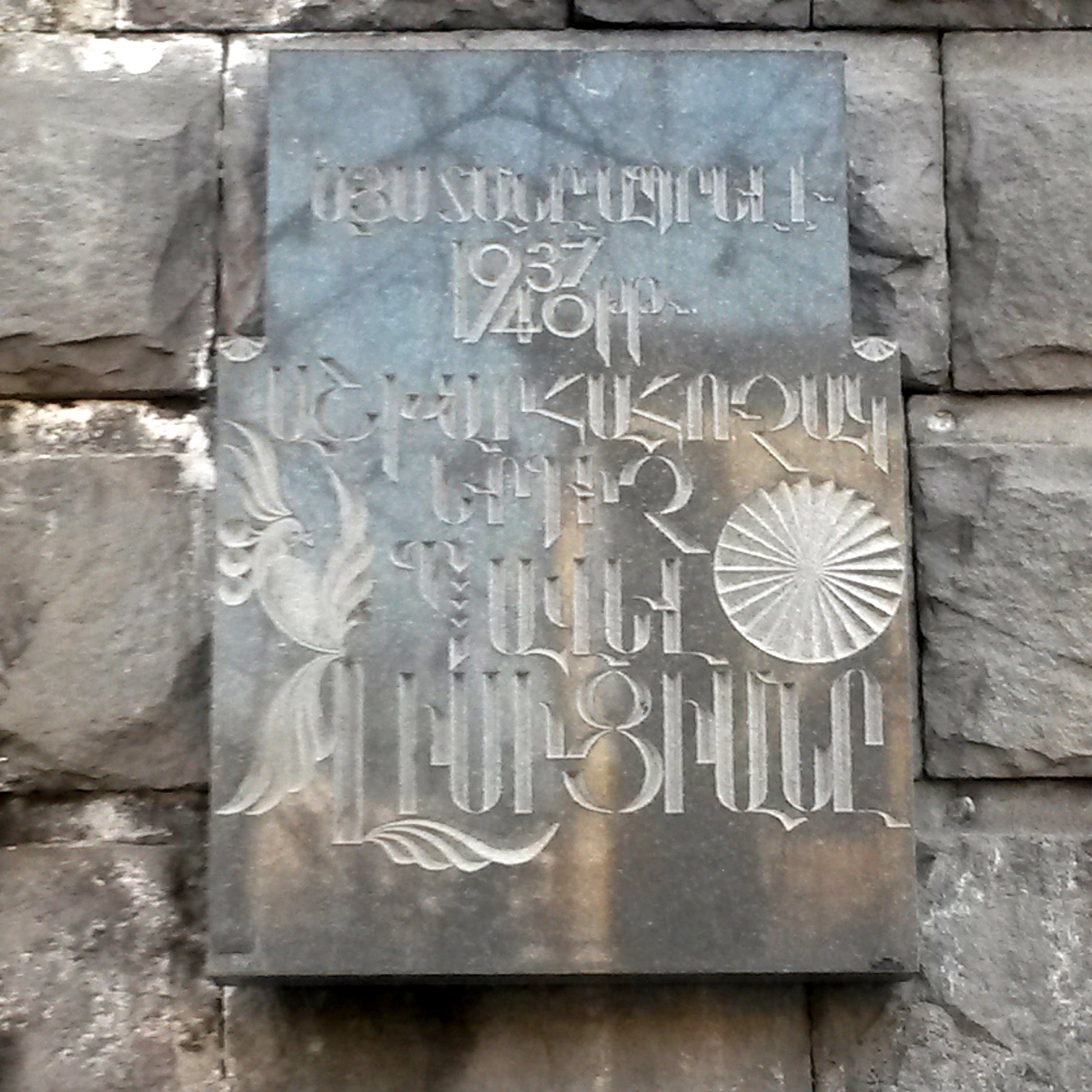

## یادداشت
1. ↑  Սանկտ Պետերբուրգի Ռիմսկի Կորսակովի անվան երաժշտական քոլեջ